# Sunny Acres (St. Lucia)
Sunny Acres (dt.: „Sonnige Felder“ – Acre) ist ein nördlicher Vorort der Landeshauptstadt Castries im Quarter (Distrikt) Castries im Westen des Inselstaates St. Lucia in der Karibik.

## Geographie
Der Ort liegt oberhalb von Choc und Rat Island über der Bucht Choc Bay. Im Umkreis schließen sich folgende Verwaltungseinheiten an: Union (N, O), Carellie, Bissee, Summersdale (S) und Choc (W).

## Klima
Nach dem Köppen-Geiger-System zeichnet sich Sunny Acres durch ein tropisches Klima mit der Kurzbezeichnung Af aus.